# Cadulus artatus
Cadulus artatus é uma espécie de molusco pertencente à família Gadilidae.
A autoridade científica da espécie é Locard, tendo sido descrita no ano de 1897.
Trata-se de uma espécie presente no território português, incluindo a zona económica exclusiva.